# HITEC

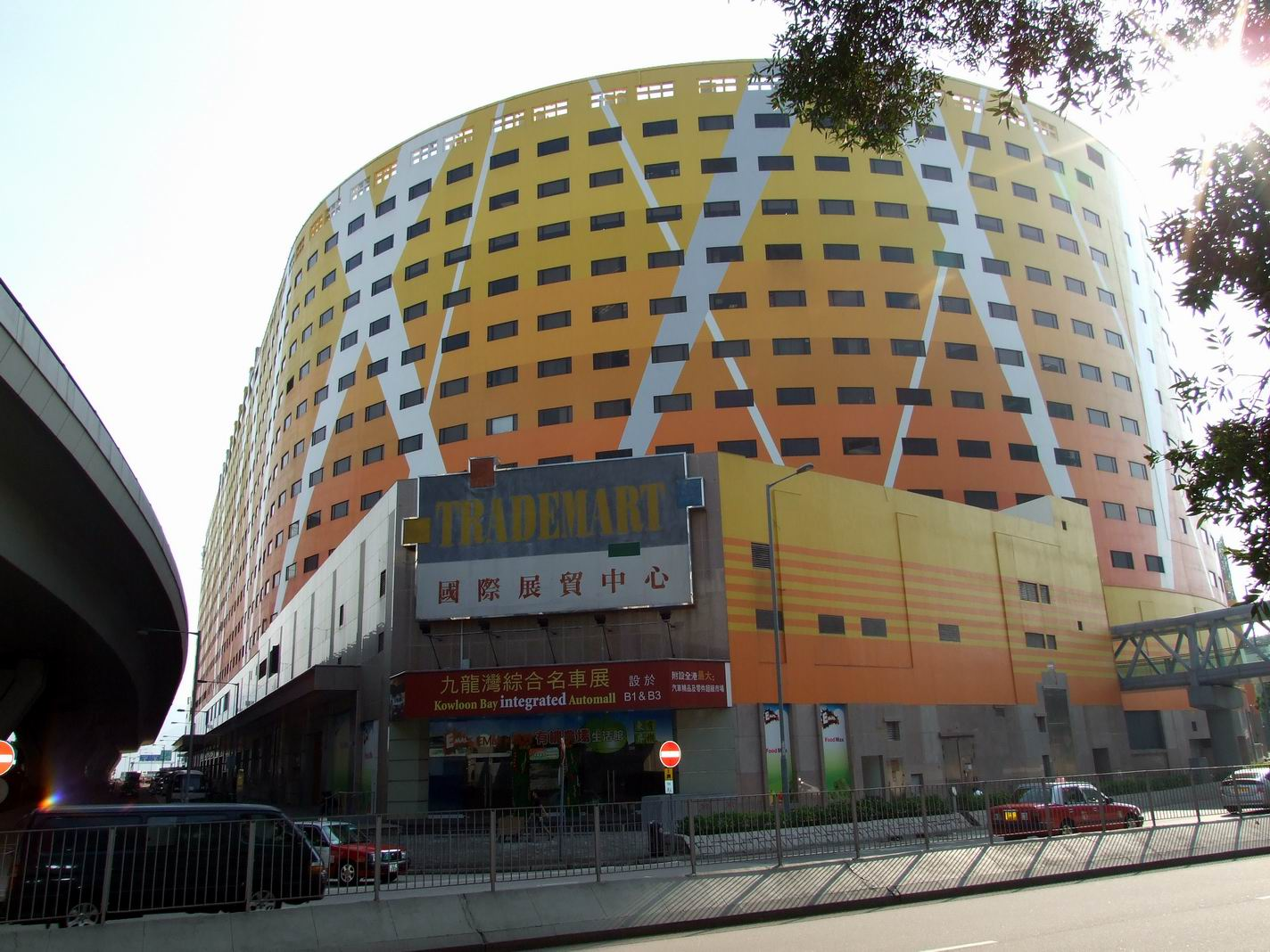
O prédio de convenções do HITEC.

O HITEC, sigla em inglês para Centro Internacional de Exibição e Comércio de Kowloon, é um complexo de estruturas localizado na cidade de Kowloon, em Hong Kong. 
O local possui um grande centro de conferências com várias salas para reuniões, contendo também o Star Hall, um local de espetáculos que suporta 3,600 pessoas, e um outro auditório para concertos que suporta 700 pessoas.